# Calocerambyx hauseri
Calocerambyx hauseri är en skalbaggsart som beskrevs av Heller 1905. Calocerambyx hauseri ingår i släktet Calocerambyx och familjen långhorningar. Inga underarter finns listade.